# インゲマル・ヨハンソン (陸上選手)
インゲマル・ヨハンソン（Bror Ingemar Ture Johansson、1924年4月25日 - 2009年4月18日）は、スウェーデンの陸上競技選手である。彼は、1948年に開催されたロンドンオリンピックの10キロメートル競歩で銀メダルを獲得した。

## 経歴
当時24歳のヨハンソンは、ロンドンオリンピックのスウェーデン代表10キロメートル競歩選手3人のうちの1人に選ばれた。ロンドンオリンピックでの10キロメートル競歩は、1948年8月3日に予選が実施され、19人の選手が出場した。選手たちは2つの組に分けられて予選を競い、各組の上位5名が決勝に進むことになっていた。ヨハンソンは予選1組で46分44秒2の記録を出して5位に入り、決勝への進出を果たした。
8月7日に実施された決勝では、同じスウェーデン代表のヨーン・ミカエルソンが45分13秒2（手動計時）の記録で金メダルを獲得し、ヨハンソンは約30秒遅れの45分43秒8（手動計時）の記録で銀メダルを獲得した。その後、2009年に死去している。